# Rio Grasu
O Rio Grasu é um rio da Romênia, afluente do Bistricioara, localizado no distrito de Neamţ.